# Пожарски пролом
Пожарският пролом (на гръцки: Φαράγγι Πόζαρ) е красив пролом в Егейска Македония, Северна Гърция.

## Описание
Проломът е разположен на река Топлица или Колова река (Рема Николау) в северозападната част на Воденско. Топлица се образува от потоците Рамни бор, Конопица и Люта в югоизточната част на планината Нидже (Ворас). Реката се спуска серпентинообразно, пада от малки водопади и водата има тюркоазен цвят. Проломът има стръмни склонове и е обрасъл с гъсти борови гори. В скалите около изхода на пролома има много пещери със следи от човешко обитаване, като пещерния комплекс носи името Мъгленски пещерен парк. Към изхода на пролома на надморска височина 360 – 390 m, извират термални извори с вода, която достига температура до 37 градуса по Целзий. Това са дъждовни води, които проникват дълбоко в земята, където температурата им се повишава и рязко се връщат към повърхността вече богати в минерали. Тук са построени Пожарските минерални бани.